# Rosentitz
Rosentitz ist ein Dorf in der Gemeinde Bannewitz im Landkreis Sächsische Schweiz-Osterzgebirge, Sachsen.

## Lage
Das zum Ortsteil Bannewitz zählende Rosentitz liegt nördlich des Hauptortes oberhalb des Nöthnitzbachs in einer eigenen Gemarkung. Durch den Ort verläuft die Rosentitzer Straße und verbindet ihn mit Eutschütz und Nöthnitz.

## Geschichte

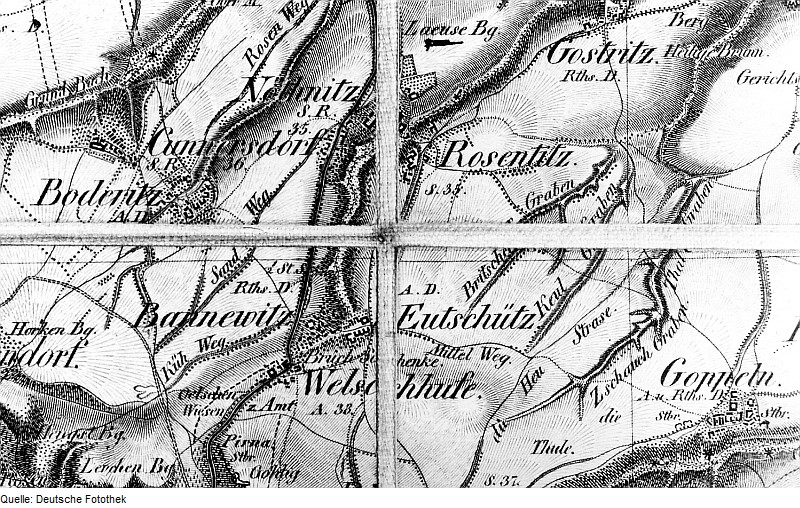
Rosentitz auf einer Karte aus dem 19. Jahrhundert

Erstmals urkundlich erwähnt wurde das Dorf im Jahre 1288 als „Rosenticz“. Der Ortsname ist altsorbischen Ursprungs und bedeutet „Leute des Grozneta“, bezieht sich also auf einen Lokator. Für das 16. und 17. Jahrhundert sind die Formen „Rostitz“, „Roßchnicz“ und „Rößnitz“ verbürgt. In dem kleinen Rundling mit seiner 96 Hektar (Stand: 1842) großen Blockflur befand sich ein Vorwerk, dessen Erträge bis 1329 an das Maternihospital im nahen Dresden flossen. Spätestens ab 1540 wurde das Vorwerk gemeinsam mit dem benachbarten Rittergut Nöthnitz verliehen, die Gutsherren sind daher jeweils identisch. Seit dem 17. Jahrhundert bestand in Rosentitz ein eigenes Rittergut, zuvor gehörte es zum Rittergut Lockwitz. Kirchlich gehörte Rosentitz zunächst zur Gemeinde der Dresdner Frauenkirche, danach war es nach Leubnitz gepfarrt. Seit dem 19. Jahrhundert gehörte Rosentitz zur Landgemeinde Nöthnitz, ehe diese 1923 nach Bannewitz eingemeindet wurde. Bis in die Gegenwart gibt es nur ein reichliches Dutzend Wohnhäuser in Rosentitz.

### Entwicklung der Einwohnerzahl
| Jahr | Einwohner                    |
| ---- | ---------------------------- |
| 1551 | 5 besessene Mann, 6 Inwohner |
| 1764 | 3 besessene Mann, 3 Häusler  |
| 1834 | 59                           |
| 1871 | 71                           |
| 1890 | 95                           |
| 1910 | siehe Nöthnitz               |